# Luciosoma setigerum
Luciosoma setigerum е вид лъчеперка от семейство Шаранови (Cyprinidae).

## Разпространение и местообитание
Видът е разпространен във Виетнам, Индонезия (Калимантан и Суматра), Камбоджа, Лаос, Малайзия (Западна Малайзия и Саравак) и Тайланд.
Обитава сладководни басейни и реки.

## Описание
На дължина достигат до 26 cm.